# Ōgata
Ōgata (大潟村, Ōgata-mura) est un village du district de Minamiakita, dans la préfecture d'Akita, au Japon.

## Géographie

### Situation
Ōgata est situé dans l'ouest de la préfecture d'Akita, sur un polder gagné sur le lac Hachirō.

### Démographie
Au 1er décembre 2015, la population d'Ōgata s'élevait à 3 081 habitants répartis sur une superficie de 170,11 km2.

## Jumelage
- Dronten (Pays-Bas)